# Виктория Радева
Виктория Радева е българска шахматистка, гросмайстор за жени от 2021 г. Тя е европейска шампионка по шахмат с женския отбор на България през 2023 г. и шампионка по шахмат за жени на България през 2018, 2019 и 2023 г.

## Биография
Виктория Радева е родена на 15 май 2001 г. в София. Тя е студентка специалност „Национална сигурност“ в Пловдивския университет „Паисий Хилендарски“.

## Шахматна кариера
Треньор на Виктория Радева по шахмат е Йордан Иванов.
През 2011 г. Виктория печели второ място и сребърен медал на Световното младежко първенство по шахмат до 10-годишна възраст (U-10) в Бразилия. Тогава завоюва званието „Кандидат майстор за жени“. От 2015 г. е Майстор на ФИДЕ за жени.
Печели първенството на България по класически шахмат за жени през 2018 и 2019 г. и от 29 февруари 2020 г. е Международен майстор за жени.
През 2021 г. Виктория Радева се класира за Световната купа по шахмат за жени, където е победена в първия кръг с 2:0 от арменката Татев Абрамян от САЩ. Същата година става Международен гросмайстор за жени. Тя се класира за втори път за Световната купа през 2023 г., където губи в първия кръг от Анастасия Рахманхулова.
През 2023 г. Виктория Радева е част от националния отбор на България, който печели за първи път в историята си Европейския шампионат по шахмат за жени в Будва (Черна гора).